# (4094) Aoshima
(4094) Aoshima (1987 QC) – planetoida z pasa głównego asteroid okrążająca Słońce w ciągu 4,89 lat w średniej odległości 2,88 j.a. Odkryta 26 sierpnia 1987 roku.